# AURKC
AURKC (англ. Aurora kinase C) – білок, який кодується однойменним геном, розташованим у людей на короткому плечі 19-ї хромосоми. Довжина поліпептидного ланцюга білка становить 309 амінокислот, а молекулярна маса — 35 591.
| 10         |  | 20         |  | 30         |  | 40         |  | 50         |
| ---------- |  | ---------- |  | ---------- |  | ---------- |  | ---------- |
| MSSPRAVVQL |  | GKAQPAGEEL |  | ATANQTAQQP |  | SSPAMRRLTV |  | DDFEIGRPLG |
| KGKFGNVYLA |  | RLKESHFIVA |  | LKVLFKSQIE |  | KEGLEHQLRR |  | EIEIQAHLQH |
| PNILRLYNYF |  | HDARRVYLIL |  | EYAPRGELYK |  | ELQKSEKLDE |  | QRTATIIEEL |
| ADALTYCHDK |  | KVIHRDIKPE |  | NLLLGFRGEV |  | KIADFGWSVH |  | TPSLRRKTMC |
| GTLDYLPPEM |  | IEGRTYDEKV |  | DLWCIGVLCY |  | ELLVGYPPFE |  | SASHSETYRR |
| ILKVDVRFPL |  | SMPLGARDLI |  | SRLLRYQPLE |  | RLPLAQILKH |  | PWVQAHSRRV |
| LPPCAQMAS  |  |            |  |            |  |            |  |            |

A: Аланін

C: Цистеїн

D: Аспарагінова кислота

E: Глутамінова кислота

F: Фенілаланін

G: Гліцин

H: Гістидин

I: Ізолейцин

K: Лізин

L: Лейцин

M: Метіонін

N: Аспарагін

P: Пролін

Q: Глутамін

R: Аргінін

S: Серин

T: Треонін

V: Валін

W: Триптофан

Кодований геном білок за функціями належить до трансфераз, кіназ, серин/треонінових протеїнкіназ, фосфопротеїнів. 
Задіяний у таких біологічних процесах, як клітинний цикл, поділ клітини, мітоз, мейоз, альтернативний сплайсинг. 
Білок має сайт для зв'язування з АТФ, нуклеотидами. 
Локалізований у цитоплазмі, цитоскелеті, ядрі, хромосомах, центромерах.